# Øivind Farmen
Øivind Farmen, né le 14 avril 1972 à Tjølling (Vestfold) est un accordéoniste classique norvégien.

## Biographie
Øivind Farmen commence à jouer de l'accordéon à l'âge de huit ans sous la direction de Gustav Schmidt à Sandefjord. Il poursuit sa formation à l'école de musique de cette ville puis à la Sandefjord Grammar School (1988-1991) avec Arne Kulsvehagen. Les études suivantes se déroulent au Barratt Due Institute of Music (en) à Oslo (1991-1995) avec Anders Grøthe, à l'accordéon et la musique de chambre. Il finit ses études de conservatoire avec le plus haut grade et les félicitations du jury dans les deux disciplines.
Depuis 1995 Farmen est enseignant à l'Institut de musique de l'Université norvégienne de sciences et de technologie (NTNU).
Il interprète de nombreux compositeurs et il enregistre notamment à l'accordéon Bach, Haendel ainsi que les sonates K. 24, 114, 202 et 476 de Domenico Scarlatti dans son disque Baroque (1994, Lærdar Musikkproduksjon LMPC 195).

## Prix et distinctions
1993 : premier prix au concours d'accordéon à Klingenthal, Allemagne.
1994 : second prix au concours international “Città di Castelfidardo” à Castelfidardo, Italie.
1996 : premier prix au Trophée mondial de l’accordéon à Faro, Portugal.